# فدامي (أبشور)
فدامي (بالفارسية: فدامی) هي قرية تقع في إيران في ناحية فورغ. يقدر عدد سكانها بـ 4,087 نسمة .